# 貝克薩爾 (阿拉巴馬州)
貝克薩爾（英語：Bexar）是一個位於美國阿拉巴馬州馬里昂縣的非建制地區。該地的面積和人口皆未知。

## 地理
貝克薩爾的座標為34°11′27″N 88°08′50″W / 34.19083°N 88.14722°W，而該地的平均海拔高度為158米（即518英尺）。